# Ciałka Call-Exnera
Ciałka Call-Exnera – w obrazie histologicznym są to małe PAS-dodatnie pęcherzyki, zawierające proteoglikany i kwas hialuronowy, znajdujące się pomiędzy komórkami warstwy ziarnistej oocytu. Ciałka Call-Exnera są patognomoniczne dla ziarniszczaka, naśladując w nim prawidłowe pęcherzyki Graafa.